# Tensão peruano-equatoriana de 1910
A tensão peruano-equatoriana de 1910 ocorreu no âmbito da disputa fronteiriça entre o Peru e o Equador, após a iminente sentença arbitral do rei da Espanha sobre o referido conflito. A imprensa equatoriana divulgou a notícia de que a decisão seria adversa aos interesses do Equador, desencadeando uma onda de protestos contra o Peru, em que foram atacadas as legações peruanas em Quito e Guayaquil, onde profanaram o escudo peruano. No Peru, quando inteirados destes acontecimentos, a população de Lima e Callao respondeu da mesma forma, atacando os escritórios do consulado e a embaixada equatoriana no país. O Peru exigiu satisfações do governo equatoriano, que se recusou a concedê-la, de modo que as forças de ambos os países se prepararam para um confronto bélico. A intervenção dos Estados Unidos, Brasil e Argentina impediu que esta tensão conduzisse a um conflito armado.

## Antecedentes
A origem da disputa fronteiriça entre o Peru e o Equador remonta aos primórdios republicanos e concretiza-se nas reivindicações do Equador sobre as províncias peruanas de Tumbes, Jaén e Maynas. Em 1887, os governos de ambos os países decidiram lidar com o assunto e concordaram em submeter a questão à arbitragem do Rei de Espanha. No entanto, mais tarde quiseram entrar em negociações diretas e assinaram o Tratado García-Herrera em 1889, que não foi ratificado pelos congressos de ambos os países. O litígio permaneceu então pendente.
No início do século XX ocorreram incidentes na fronteira, devido à persistência do Equador em querer ocupar territórios que o Peru reivindicava como seus. Em 26 de junho de 1903, ocorreram confrontos armados em Angoteros, na região do rio Napo, causados pelo avanço de um destacamento equatoriano em território peruano, que foi rechaçado pelas tropas peruanas sob o comando do capitão Juan Chávez Valdivia. Este incidente reavivou a necessidade de chegar a um acordo, pelo que, em 16 de fevereiro de 1904, ambas as partes concordaram em continuar o julgamento arbitral perante o Rei de Espanha, que na época era o Bourbon Alfonso XIII. Outro incidente armado ocorreu pouco depois, desta vez em Torres Causana, em 28 de julho de 1904, onde mais uma vez os peruanos repeliram um avanço equatoriano em seu território.
Os comissários peruanos que redigiram e apresentaram a argumentação peruana ao rei da Espanha foram Mariano H. Cornejo e Felipe de Osma y Pardo. A referida argumentação constava quatro volumes, mais sete volumes de documentos anexos e um índice, que constituem uma obra de caráter histórico.
Uma vez que os esforços para um acordo direto falharam, a arbitragem espanhola permaneceu em vigor. Em 1910 soube-se que o Congresso do Estado Espanhol havia preparado um laudo arbitral no qual o Rei decidiria dividir o território disputado com uma linha similar a do Tratado García-Herrera com uma redução adicional para o Equador. O possível resultado desagradou ambas as partes.

## Rebelião do Equador contra a decisão arbitral

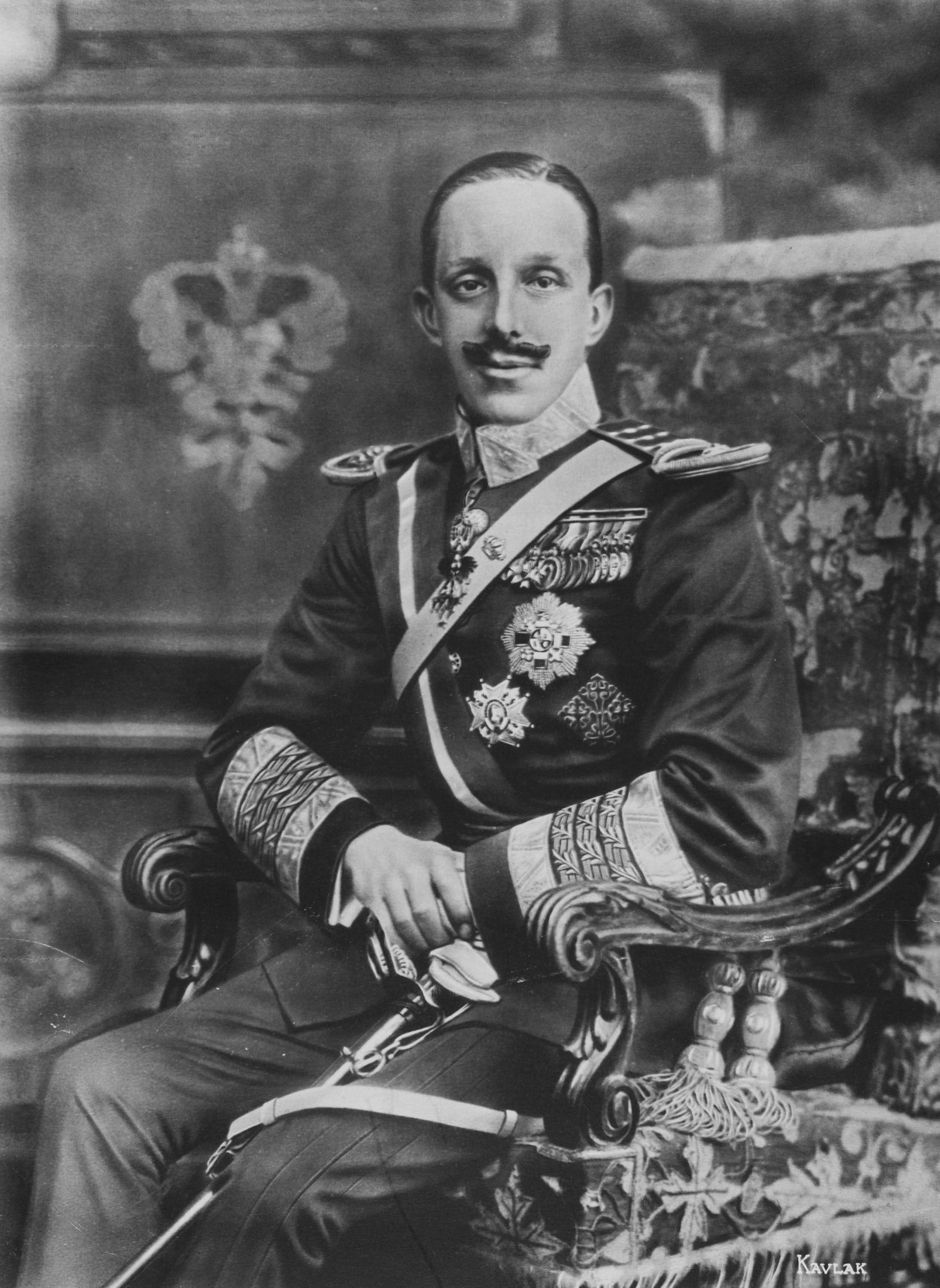
Alfonso XIII, rei da Espanha, cuja arbitragem foi solicitada para resolver a disputa fronteiriça entre Peru e Equador.

Em 1910, quando o rei de Espanha estava perto de proferir a sua decisão, o Equador rebelou-se contra a mesma, pois conseguiu descobrir o seu conteúdo, que lhe parecia adverso. A imprensa equatoriana publicou parte da sentença da referida arbitragem. Nos dias 3 e 4 de abril de 1910 ocorreram graves ataques da população civil equatoriana às legações peruanas em Quito e em Guayaquil. O escudo peruano foi arrastado pelas ruas, o barco a vapor peruano Huallaga, ancorado em Guayaquil, foi atacado a tiros e as propriedades peruanas foram saqueadas com impunidade. O Ministro do Interior e a Polícia apelaram à população para manter a compostura e não dificultar as ações pacíficas do governo. Ao tomar conhecimento destes acontecimentos no Peru, a população de Lima e de Callao respondeu da mesma forma: houve manifestações em Lima, que percorreram as ruas gritando hostilmente contra o Equador, arrancaram os escudos da legação e do consulado; em El Callao também destruíram edifícios do consulado; em Paita percorreram as ruas sem ofender o cônsul, nos dias 4 e 5 de abril.

## Mobilização militar
Eloy Alfaro, o presidente do Equador, obrigado a seguir a corrente nacionalista equatoriana, nomeou uma Junta Patriótica Nacional chefiada por Federico González Suárez e Luis Felipe Borja Pérez e integrada pelas pessoas mais representativas do país, para aconselhá-lo sobre o solução deste problema. Os pronunciamentos patrióticos desta Junta levantaram todos os equatorianos que, gritando "Tumbes, Marañón ou a guerra", cercaram de forma inflexível o presidente para enfrentar o Peru. O Presidente Alfaro adquiriu armamento moderno; fortificou a cidade de Guayaquil e o Golfo de Guayaquil e ordenou a organização das guardas nacionais, chegando a 28 mil soldados, que segundo o próprio Alfaro poderia aumentá-los para 60 mil soldados.
Por sua vez, o Peru, então governado por Augusto B. Leguía no seu primeiro governo, decretou a mobilização do exército em direção à fronteira norte. A população peruana respondeu com patriotismo a convocação e a juventude em massa passou a inscrever-se voluntariamente; também houve numerosos donativos da população. No total, 23 mil homens foram colocados de prontidão para o combate. O encarregado de dirigir as forças peruanas foi o General Enrique Varela Vidaurre e o ministro da guerra era o general Pedro E. Muñiz.

## Mediação dos Estados Unidos, Brasil e Argentina
Antes de recorrer à guerra, o Peru exigiu reparações ao Equador. Porém, este último contrapropôs que expressassem “satisfações mútuas”, o que foi rejeitado pelo Peru alegando que as afrontas foram iniciadas pelo Equador. A guerra já era iminente, quando naqueles momentos acalorados, os Estados Unidos, o Brasil e a Argentina intervieram voluntariamente como mediadores, que, num ato sem precedentes, conseguiram acalmar os ânimos dos contendores (22 de maio de 1910). Foi um marco na história da diplomacia mundial, pois pela primeira vez foram cumpridas as disposições da Convenção de Haia de 1907 relativas à resolução pacífica de conflitos.
Em 18 de maio de 1910, o rei da Espanha decidiu abster-se de emitir o laudo arbitral e deixou às partes a responsabilidade de continuarem, por conta própria, o seu arranjo fronteiriço.
Não foram poucos no Peru que ficaram insatisfeitos com o apaziguamento, pois haviam apostado na guerra para resolver um conflito que tendia a tornar-se centenário. Dizia-se que muitos alistados, ao tomar conhecimento da notícia do êxito da mediação, ovacionaram a guerra e hostilizaram o governo. O próprio General Pedro E. Muñiz renunciou ao Ministério da Guerra, segundo ele por motivos de saúde, embora se tenha dito que na realidade se tratava de um protesto contra a desmobilização, pois, na sua opinião, a origem profunda do conflito não tinha sido resolvida.

## Atitude do Chile
Deve-se notar que naquela época o Peru não só tinha litígios fronteiriços com o Equador, mas também com o Chile e a Colômbia. Com o Brasil e a Bolívia, havia acabado de resolvê-los no ano anterior. Sem dúvida, o problema mais crítico era o enfrentado com o Chile sobre a questão de Tacna e Arica. Há indícios de que, durante a tensão peruano-equatoriana de 1910, agentes chilenos atuaram como instigadores no Equador e o governo chileno chegou a fornecer armas a este país. Textualmente, o historiador Jorge Basadre diz: «Aos agravos recebidos em Tacna e Arica, se somava ao Peru aqueles derivados da ação chilena contra os países limítrofes; haviam chegado, segundo versões peruanas comprovadas, ao fornecimento de elementos bélicos ao Equador.» Mais adiante especifica: «O governo deste país [Chile] enviou armamento ao exército equatoriano; parte do carregamento chegou a Guayaquil no navio a vapor Maullín.»
A própria população equatoriana via o Chile e a Colômbia como seus supostos aliados na contenda com o Peru e organizou atos a favor de ambos os países.

## Movimentos civis no Equador
Em virtude da ameaça de um conflito armado com o vizinho Peru, em 22 de abril de 1910, um grupo de médicos de Guayaquil, preocupados com a possível necessidade de apoio hospitalar para os feridos de guerra sugere a ideia da Cruz Vermelha no Equador. Após a convocatória da Sociedad Médico Quirúrgica de los Hospitales, foi realizada uma sessão que foi instalada no Salão de Honra do Colegio Nacional Vicente Rocafuerte, que também contou com a presença de ilustres cidadãos de Guayaquil e representantes de diversas entidades beneficentes.